# 多田基
多田 基（ただ もとい、1901年（明治34年）1月23日 - 1995年（平成7年）12月21日）は、日本の経済学者。法政大学名誉教授、学校法人実践女子学園理事長、大月短期大学名誉教授。

## 略歴
1901年（明治34年）1月23日、鳥取県鳥取市に生まれる。1925年（大正14年）に法政大学経済学部を卒業し、1947年（昭和22年）に法政大学教授に就任する。
1961年（昭和36年）に大月短期大学学長に就任する。1974年（昭和49年）に実践女子学園理事長に就任し、1978年（昭和53年）に実践女子大学・短期大学学長を兼任する。
1995年（平成7年）12月21日に死去、94歳。

## 人物
内田百閒の教え子で、黒澤明の『まあだだよ』の題材である「摩阿陀会」の肝煎（幹事）の一人である。内田百閒を中心に近代文学者に関する多くの資料を残しており、その一部が実践女子大学に寄贈されている。
1971年（昭和46年）に勲三等瑞宝章、1988年（昭和63年）に勲三等旭日中綬章を受章している。

## 著書
- 『標準独逸語第一歩』（青木学修堂、1937）
- 『内田百閒先生の想い出』（実践女子学園「多田基先生の米寿を祝う会」、1988）

## 共著
- 『英語對照 獨逸語新講』内田栄造（著）（大倉廣文堂、1932）
- 『独逸語征伐』内田栄造（著）（大倉広文堂、1933）
- 『獨逸語要綱』奧脇要一（著）（第三書房、1947）
- 『速習ドイツ単語』田中宏明（著）（三笠書房、1956）

## 訳書
- 『ナチス独逸の不朽の記念営造物たる国営自動車専用道路』Hans Pflug〔著〕（道路広報センター、1989）

## 共訳
- 『偉大なる経済学者たちの思想』George Henry Soule（著）小林里次（訳）（政文堂、1974）